# 蒙雅尔丹
蒙雅尔丹（法語：Montjardin，法語發音：[mɔ̃ʒaʁdɛ̃] ⓘ）是法国奥德省的一个市镇，位于该省西南部，属于利穆区。

## 地理
蒙雅尔丹（42°58'58"N, 2°1'39"E）面积14.11 平方千米，位于法国奧克西塔尼大區奥德省，该省份为法国南部沿海省份，北起塔恩省，西北接上加龙省，西接阿列日省，南至东比利牛斯省，东临地中海，东北与埃罗省接壤。
与蒙雅尔丹接壤的市镇（或旧市镇、城区）包括：沙拉布尔、费斯特和圣安德烈、圣伯努瓦、维勒福尔。
蒙雅尔丹的时区为UTC+01:00、UTC+02:00（夏令时）。

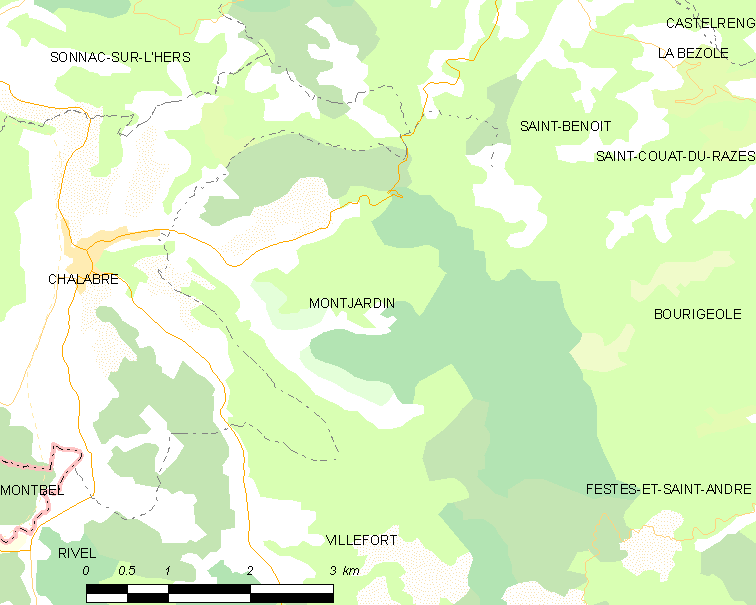
蒙雅尔丹的OSM定位图

## 行政
蒙雅尔丹的邮政编码为11230，INSEE市镇编码为11249。

## 政治
蒙雅尔丹所属的省级选区为上奥德河谷县。

## 人口
蒙雅尔丹自二十世纪以来蒙雅尔丹人口不断流失，2022年1月1日时的人口数量为80人。

1962-2008年间蒙雅尔丹人口变化图示